# Thomas Merton

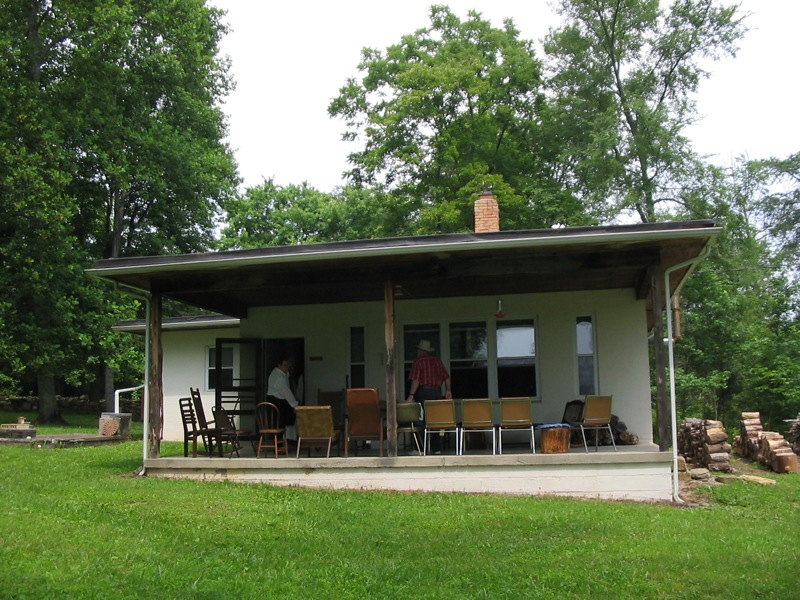
Pustelnia Thomasa Mertona w klasztorze Gethsemani

Thomas Merton – Ojciec Ludwik (ur. 31 stycznia 1915 w Prades, zm. 10 grudnia 1968 w Bangkoku) – amerykański pisarz, poeta, prezbiter rzymskokatolicki, trapista.

## Życiorys
Był synem pochodzącego z Nowej Zelandii Owena Mertona (anglikanina) i Amerykanki Rut Jenkins (kwakierki), ochrzczonym w kościele anglikańskim. Wychowywany w rodzinie artystów wcześnie został osierocony, a jego jedyny, młodszy brat zginął jako lotnik w czasie II wojny światowej. Uczęszczał do szkół we Francji, Anglii i Stanach Zjednoczonych. W 1935 rozpoczął studia na Uniwersytecie Columbia w Nowym Jorku, a po ich ukończeniu został nauczycielem języka angielskiego w miejscowym City College, reporterem gazet The New York Times i New York Herald Tribune. Zainteresowanie filozofią św. Tomasza i Dunsa Szkota oraz przyjaźń z hinduskim mnichem zaowocowało w 1938 przyjęciem warunkowego chrztu w Kościele katolickim.
W latach 1939–1941 wykładał na franciszkańskiej uczelni St. Bonaventura College, a następnie pracował w czarnym getcie Harlemu, pośród ubogich Afroamerykanów. Studiowanie tekstów św. Jana od Krzyża przyniosło w 1941 decyzję o wstąpieniu do klasztoru zakonu trapistów w Gethsemani. 17 marca 1947 roku złożył profesję wieczystą, a 26 maja roku 1949 przyjął święcenia kapłańskie. Następnie sprawował funkcję mistrza nowicjatu (1955–1965). Zmarł 10 grudnia 1968 w jednym z hoteli Bangkoku, porażony prądem elektrycznym w łazience.

## Twórczość
- Aby odnaleźć Boga (2004, W drodze, ISBN 978-83-703-3801-5)
- Mój spór z gestapo. Dziennik makaroniczny (1995, Zysk i S-ka, ISBN 83-86530-32-4)
- Siedmiopiętrowa góra (1972, Znak; 1998, Zysk i S-ka, ISBN 83-7150-359-8)
- Doświadczenie wewnętrzne. Zapiski o kontemplacji (2005, Homini, ISBN 83-7221-650-9)
- Dzień obcego (2005, Homini, ISBN 83-89598-52-3)
- 7 esejów o Albercie Camusie
- Eseje literackie I
- Hagia Sofia
- Myśli o Wschodzie (2006, Homini, ISBN 83-89598-99-X)
- Nowy posiew kontemplacji (1999, Homini, ISBN 83-87933-35-X)
- Pasja pokoju. Eseje zaangażowane (2004, Homini, ISBN 83-89598-31-0)
- Bieg ku górze (2002, Zysk i S-ka, ISBN 83-7150-963-4)
- Chleb żywy
- Eseje literackie
- Listy
- Mistycy i mistrzowie zen (2003, Zysk i S-ka, ISBN 83-7298-369-0)
- Modlitwa kontemplacyjna (2005, Wydawnictwo W drodze, ISBN 83-7033-539-X)
- Nikt nie jest samotną wyspą
- Pokój w erze postchrześcijańskiej (2006, WAM, ISBN 83-7318-612-3)
- W natarciu na niewypowiadalne (2004, Homini, ISBN 83-89598-29-9)
- Znak Jonasza (2001, Zysk i S-ka, ISBN 83-7150-815-8)
- Ślub konwersacji
- Źródła kontemplacji
- Przetrwanie czy proroctwo? – listy Thomasa Mertona i Jeana Leclercqa (2004, Homini, ISBN 83-89598-18-3)
- Droga Chuang Tzu (2005, WAM, ISBN 83-7318-443-0)
- Rok z Thomasem Mertonem. Codzienne medytacje (2006, Salwator, ISBN 83-60082-92-8)
- Szukanie Boga (Wydawnictwo OO. Karmelitów Bosych, Kraków, 1983)
- Domysły współwinnego widza (Biblioteka Więzi, Warszawa 1972)
- W stronę jedności. Dzienniki i pisma z Alaski (2009, Esprit, ISBN 978-83-60040-83-6)
- Dziennik Azjatycki (1993, Znak)
- Thomas Merton. Życie w listach (ang. Thomas Merton. A life in letters: The Essential Collection by Thomas Merton edited by William H. Shannon and Christine M. Bochen); Poznań 2011, Wydawnictwo W drodze; ISBN 978-83-7033-787-2
- Mistyka chrześcijańska. Trzynaście spotkań ze słynnym trapistą (ang. A Course in Christian Mysticism); Poznań 2019, Wydawnictwo W drodze; ISBN 978-83-7906-234-8